# New York Cotton Exchange

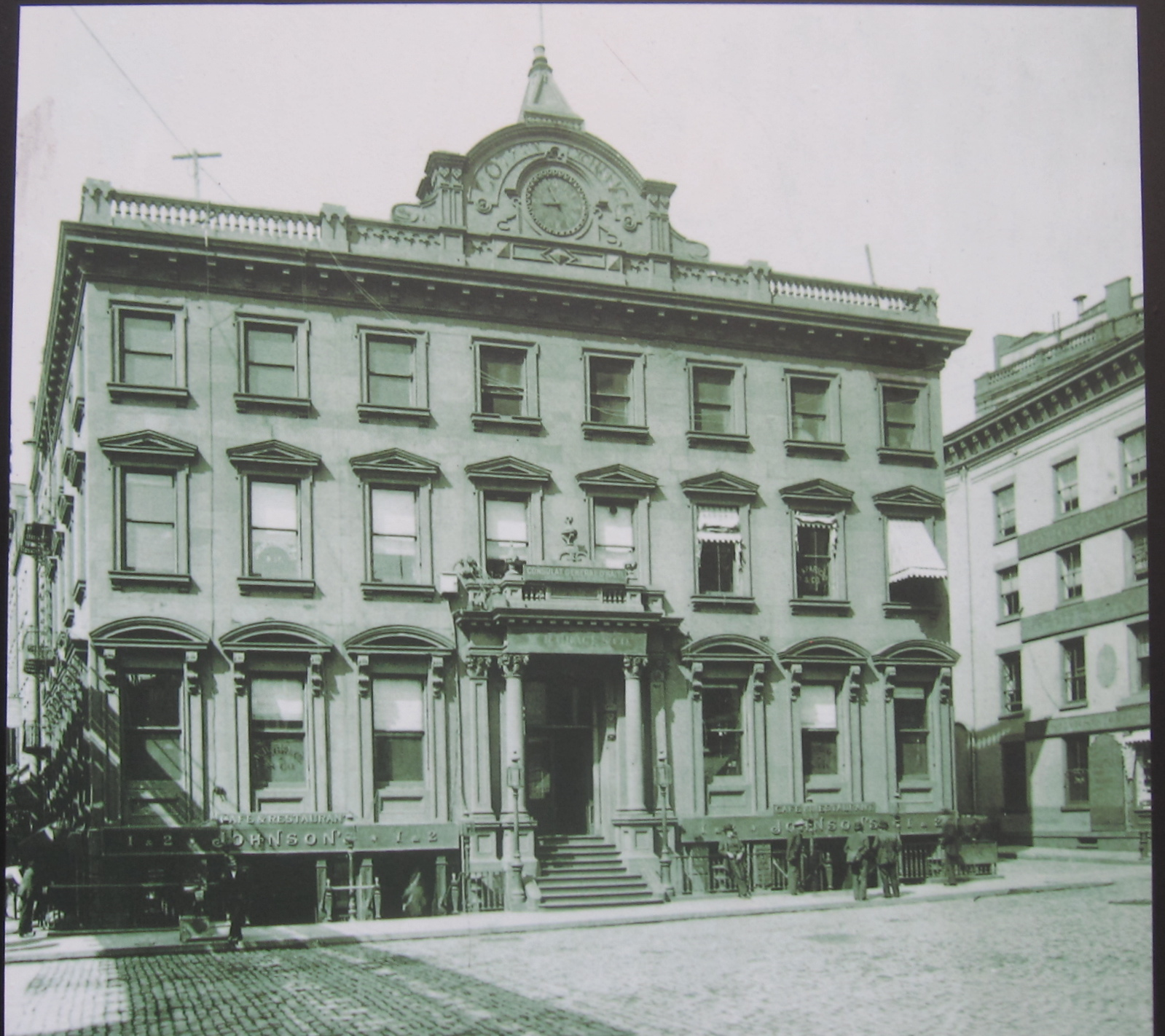
Le vieux bâtiment du "New York Cotton Exchange" au 1 Hanover Square, à New York. Une version antérieure du bâtiment se trouvait à l'angle des Castor et William, conçu par George B. Post en 1885.

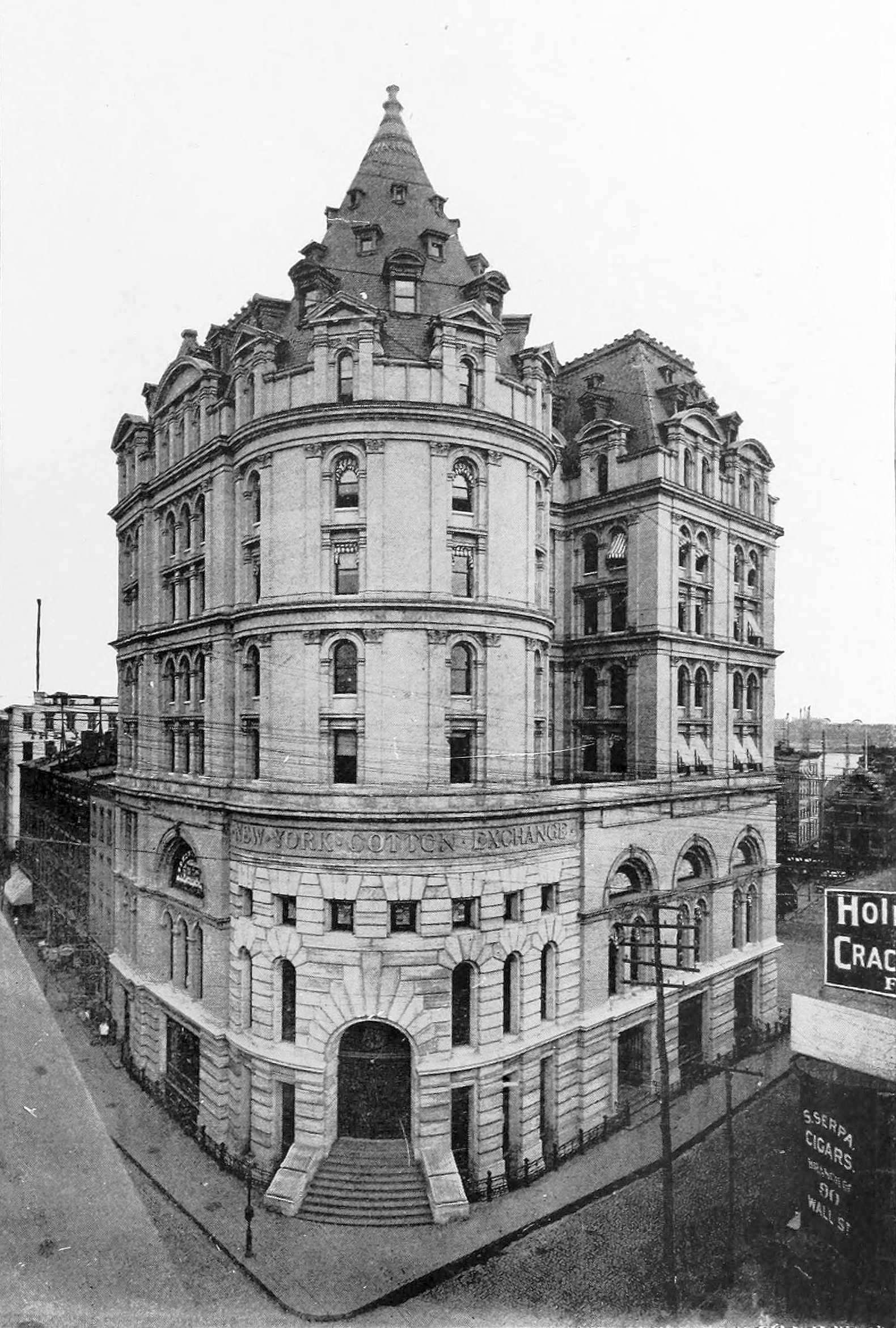
1885

Le New York Cotton Exchange est un marché à terme  sur le coton qui a été fondée dans la ville éponyme par un groupe de cent marchands de coton en 1870, pour faire face à la volatilité des cours de la fibre blanche.

## Histoire
La bourse du coton est la plus ancienne bourse de commerce dans la ville. Jusqu'au XXe siècle, le coton a été un des principaux produits de base pour les exportations et la consommation intérieure des États-Unis. À cette époque, d'autres grandes bourses de coton existaient aux États-Unis. Plusieurs ont été fondées quelques années après le  New York Cotton Exchange, à la Nouvelle-Orléans Mobile, Memphis et Savana Une autre Bourse importante était le Liverpool Cotton Exchange à Liverpool, en Angleterre. 
Chaque année jusqu'en 1958, le NYCE a publié L'annuaire,  qui contenait des statistiques de l'année sur l'industrie du coton. Au fil des ans, le NYCE a créé plusieurs filiales de commerce. En 1998, le New York Board of Trade (NYBOT) est devenue sa société mère. Il est maintenant détenu par IntercontinentalExchange (ICE).